# Hans Mayer
Hans Mayer (Colonia, 19 marzo 1907 – Tubinga, 19 maggio 2001) è stato un giurista e germanista tedesco, studioso di letteratura tedesca e di scienze sociali, internazionalmente riconosciuto come critico, scrittore e musicologo.

## Biografia
Nato da una famiglia ebrea piuttosto agiata, a vent'anni lesse i testi del periodo giovanile di Karl Marx e la Storia e coscienza di classe di Lukacs. Studiò diritto, scienze politiche, storia e filosofia a Colonia, Bonn e Berlino. Difese la sua tesi di dottorato, intitolata "Die Krise der deutschen Staatslehre" (traducibile in italiano in: La crisi della teoria tedesca dello Stato) nel 1931.
Simultaneamente entrò a far parte del Partito Socialdemocratico di Germania e lavorò al giornale "Der Rote Kämpfer" (Il combattente rosso). Nel 1931 si unì al Partito socialista operaio, dal quale fu espulso a causa della sua simpatia per il Partito Comunista Tedesco - opposizione (KPD-O). A causa del suo essere ebreo e marxista nel luglio del 1933 venne pronunciata contro di lui un'interdizione professionale (Berufsverbot) e dopo che le SA perquisirono la sua abitazione visse un periodo di clandestinità e successivamente d'esilio. Si recò nell'agosto 1933 in Francia, ove lavorò come redattore capo del Die Neue Welt (Il nuovo mondo), quotidiano del partito comunista alsaziano. Nel 1934 fuggì in Svizzera, a Ginevra, ove dal 1936, dopo esser uscito nel 1935 dal KPD-O, collaborò con regolarità alla «Zeitschrift für Sozialforschung» con recensioni su opere di filosofia politica affidategli da Hans Kelsen e Max Horkheimer. I suoi lavori di quel periodo furono influenzati da Carl Jacob Burckhardt.
Al termine del secondo conflitto mondiale si trasferì nella RDT, ove dal 1948 al 1963 fu professore ordinario all'università di Lipsia. Successivamente si trasferì nella RFT ove divenne ordinario al politecnico di Hannover e fu uno dei più autorevoli esponenti «d'una poetica d'impianto marxista».

## Opere
- Georg Büchner und seine Zeit (1946)
- Thomas Mann (1950; trad. it. 1955)
- Schiller und die Nation (1953)
- Studien zu der deutschen Literaturgeschichte  (1954)
- Richard Wagner (1959)
- Von Lessing bis Thomas Mann (1959)
- Bertolt Brecht und die Tradition (1961; trad. it. 1972)
- Heinrich von Kleist (1962)
- Zur deutschen Klassik und Romantik (1967)
- Zur deutschen Literatur der Zeit (1967; trad. it. 1973)
- Goethe (1973)
- Außenseiter (1975; trad. it. 1977)
- Doktor Faust und Don Juan (1979)
- Gelebte Literatur: Frankfurter Vorlesungen (1987; trad. it. 1991)
- Die umerzogene Literatur: deutsche Schriftsteller und Bücher 1945-1967 (1988)
- Die unerwünschte Literatur: deutsche Schriftsteller und Bücher 1968-1985 (1989)
- Der Turm von Babel: Erinnerung an eine Deutsche Demokratische Republik (1991)
- Der Widerruf: Über Deutsche und Juden (1994)
- Wendezeiten: Über Deutsche und Deutschland (1995)
- Zeitgenossen: Erinnerung und Deutung (1997)
- Gelebte Musik: Erinnerungen (1999)
- Bürgerliche Endzeit: Reden und Vorträge 1980-2000 (2000)